# Hans-Otto Schultz
Hans-Otto Schultz (* 30. Januar 1921; † 12. Dezember 2016) war ein Fußballspieler in Wismar. Für die ZSG Anker spielte er 1949/50 in der Oberliga, der höchsten ostdeutschen Spielklasse.

## Sportliche Laufbahn
Schulz gehörte zu den Wismarer Fußballspielern, die nach dem Zweiten Weltkrieg und Anfang der 1950er Jahre dafür sorgten, dass in der Ostseestadt zeitweise Erstligafußball gespielt wurde. So war er bereits in der Saison 1947/48 dabei, als die SG Wismar Süd Mecklenburger Vizemeister wurde und sich damit für das Viertelfinale der 1. Ostzonenmeisterschaft 1948 qualifizierte (1:3 gegen Freiimfelde Halle). Am 10. April 1949 machte Schulz mit seinem 1:0-Siegtreffer im entscheidenden Spiel gegen die SG Schwerin den Mecklenburger Meistertitel perfekt. So zog Wismar Süd erneut in die Ostzonenmeisterschaft 1949 ein, unterlag diesmal jedoch Fortuna Erfurt deutlich mit 0:10.
Als Landesmeister hatten sich die Wismarer auch für die neu geschaffene Oberliga des ostdeutschen Sportausschusses qualifiziert. Für die erste Saison wurde Hans-Otto Schultz für die nun als ZSG Anker Wismar antretenden Mannschaft nominiert und während der 26 Punktspiele 18-mal eingesetzt. Er spielte in der Regel als Halbstürmer, meistens auf der rechten Seite. Seinen einzigen Treffer erzielte er am 16. Spieltag, dem 22. Januar 1950, beim 6:0-Auswärtssieg gegen Vorwärts Schwerin. Am Saisonende musste Wismar gegen die punktgleiche Mannschaft von Altenburg Nord um den Klassenerhalt spielen. Mit Schulz als Rechtsaußenstürmer verloren die Ostseestädter mit 2:3 und stiegen in die zweitklassigen DDR-Liga ab.
Die Ligasaison 1950/51 wurde für den 29-jährigen Schulz die letzte Spielzeit bei Anker Wismar. Er bestritt nur noch fünf Punktspiele. Seinen letzten Einsatz hatte er als Mittelstürmer im Spiel Anker Wismar – SSV Köpenick am 25. Februar 1951, dem 16. Spieltag. Zuvor hatte er 11. Februar 1951 beim 1:1 bei Chemie Großräschen sein letztes Punktspieltor erzielt, es war auch sein einziger Torerfolg in der Saison.